# Mannerheimintie

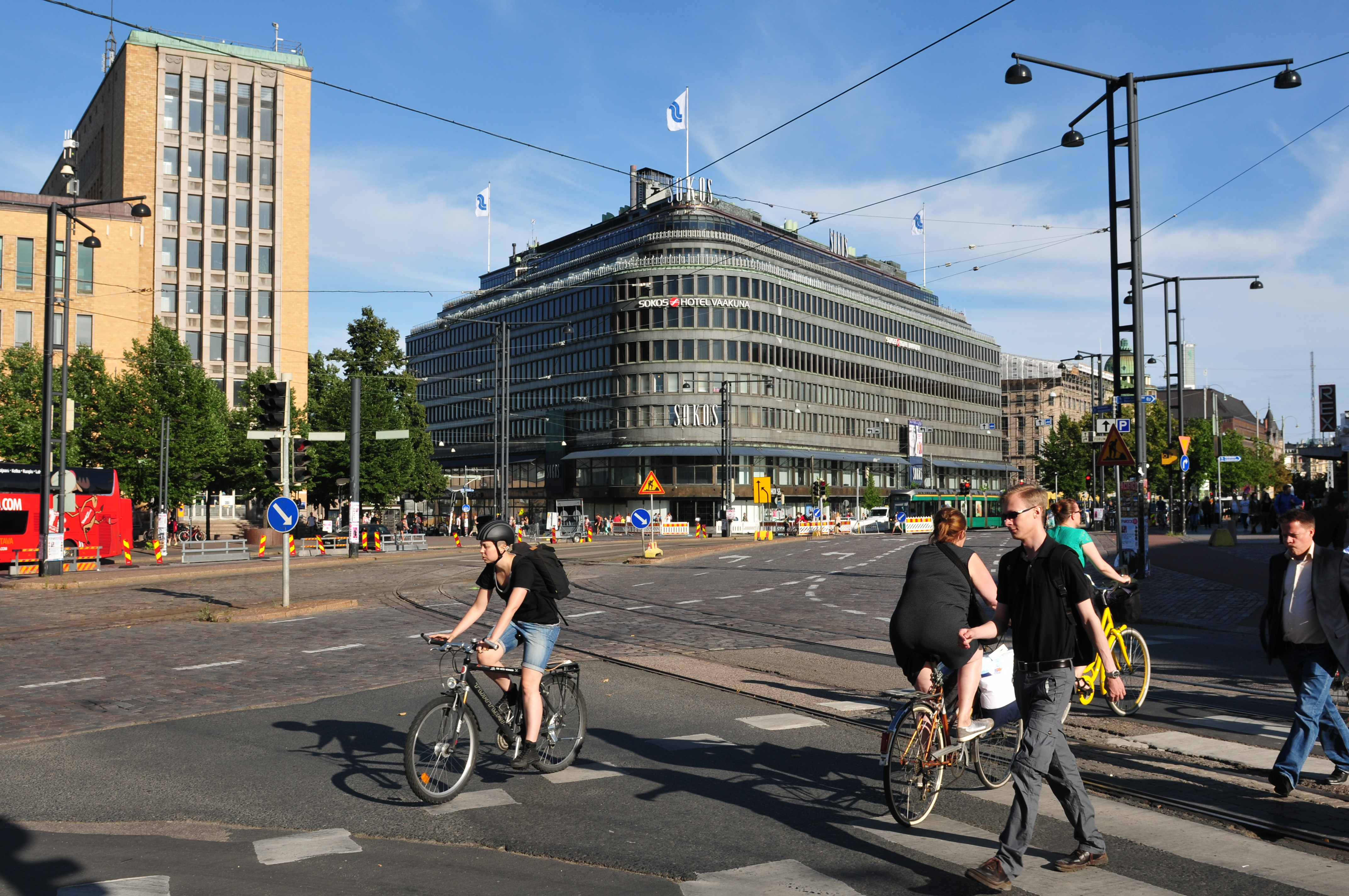
Mannerheimintie

Mannerheimintie (szw. Mannerheimvägen) – jedna z ważniejszych ulic Helsinek nazwana na cześć fińskiego dowódcy wojskowego, Carla Gustafa Mannerheima.

## Historia
Pierwotnie ulica nosiła nazwę Heikinkatu od imienia Roberta Henrika Rehbindera, jednakże po zakończeniu wojny zimowej ulica zmieniła nazwę na obecną. Uczczono w ten sposób 75 rocznicę urodzin Carla Gustafa Mannerheima. Jednym z powodów dla których ulica została nazwana na cześć Mannerheima były fakt, że w 1918 roku wkroczył do Helsinek właśnie Mannerheimintie po tym jak miasto zostało zdobyte przez oddziały antykomunistów („białych”) podczas wojny domowej w Finlandii, podczas której antykomuniści pokonali siły komunistów („czerwonych”). Dla uczczenia tego wydarzenia na końcu ulicy, niedaleko muzeum Kiasama znajduje się posąg Mannerheima na koniu.
Ulica zaczyna się na placu Erottaja, niedaleko szwedzkiego teatru, a kończy się wzdłuż autostrady prowadzącej do Hämeenlinna. Mannerheimintie przebiega m.in. przez dzielnice Kamppi, Töölö, Meilahti, Laakso oraz Ruskeasuo.
Na ulicy znajduje się wiele dużych budynków, m.in. liczne domy handlowe, teatr narodowy, budynek parlamentu Finlandii, budynek poczty głównej, muzeum sztuki nowoczesnej Kiasama oraz budynek opery narodowej. Mannerheimintie jest ozdobione także licznymi pomnikami oraz posągami słynnych Finów. Większość z nich znajduje się wokół muzeum Kiasama.